# Малиновка (бывшее Низовское сельское поселение, Гурьевский городской округ)
Малиновка — посёлок в Гурьевском городском округе Калининградской области. Входил в состав Низовского сельского поселения (упразднён в 2014 году).

## История
Поселение Штангове было основано в 1304 году, позднее название трансформировалось в Штангау.
В 1946 году Штангау был переименован в посёлок Малиновка.

## Население
| 2002 | 2010 |
| ---- | ---- |
| 3    | ↘1   |

В 1910 году в Штангау проживало 68 человек.